# تینا کول
تینا کول (انگلیسی: Tina Cole؛ زادهٔ ۴ اوت ۱۹۴۳) یک هنرپیشه و خواننده اهل ایالات متحده آمریکا است.